# Étienne Bouhot
Étienne Bouhot (Bard-lès-Époisses, 1780 – Semur-en-Auxois, 1862) è stato un pittore francese e insegnante di pittura.
Fu direttore della scuola di disegno di Semur-en-Auxois.

## Collezioni pubbliche
- Digione:
  - Museo delle belle arti di Digione:
    - Le Palais des Thermes a Parigi nel 1845, 1845, olio su tela, 102 x 86 cm[1]

  - Museo Magnin:
    - Cortile di una casa a Parigi, con pozzo, figure e cane, olio su tela[2].
- Montbard, Museo Buffon:
  - Veduta esterna di una fucina nei pressi di Châtillon-sur-Seine, 1823, olio su tela[3];
  - Veduta interna di una fucina nei pressi di Châtillon-sur-Seine, 1823, olio su tela[4].
- Parigi:
  - Museo Carnavalet:
    - Cortile di una casa, rue Saint-Denis, detta Cour Sainte-Catherine, 1815, olio su tela[5];
    - L'ingresso del Museo del Louvre e le rovine dell'abside di Saint-Louis du Louvre, 1822, olio su tela.

  - Museo di Cluny:
    - Veduta del Frigidarium delle terme: presentazione delle collezioni lapidarie antiche e medievali, 1845 circa, olio su tela[6];
    - Veduta del cortile dell'Hôtel de Cluny (attribuzione), olio su tela[7].

  - Museo del Louvre:
    - Veduta dell'ingresso principale del Museo Reale con le rovine di Saint Louis du Louvre, 1822, olio su tela[8] ;
    - Veduta della Sala della Pace, al Louvre, 1820 circa (attribuzione), olio su tela[9].

Opere di Étienne Bouhot
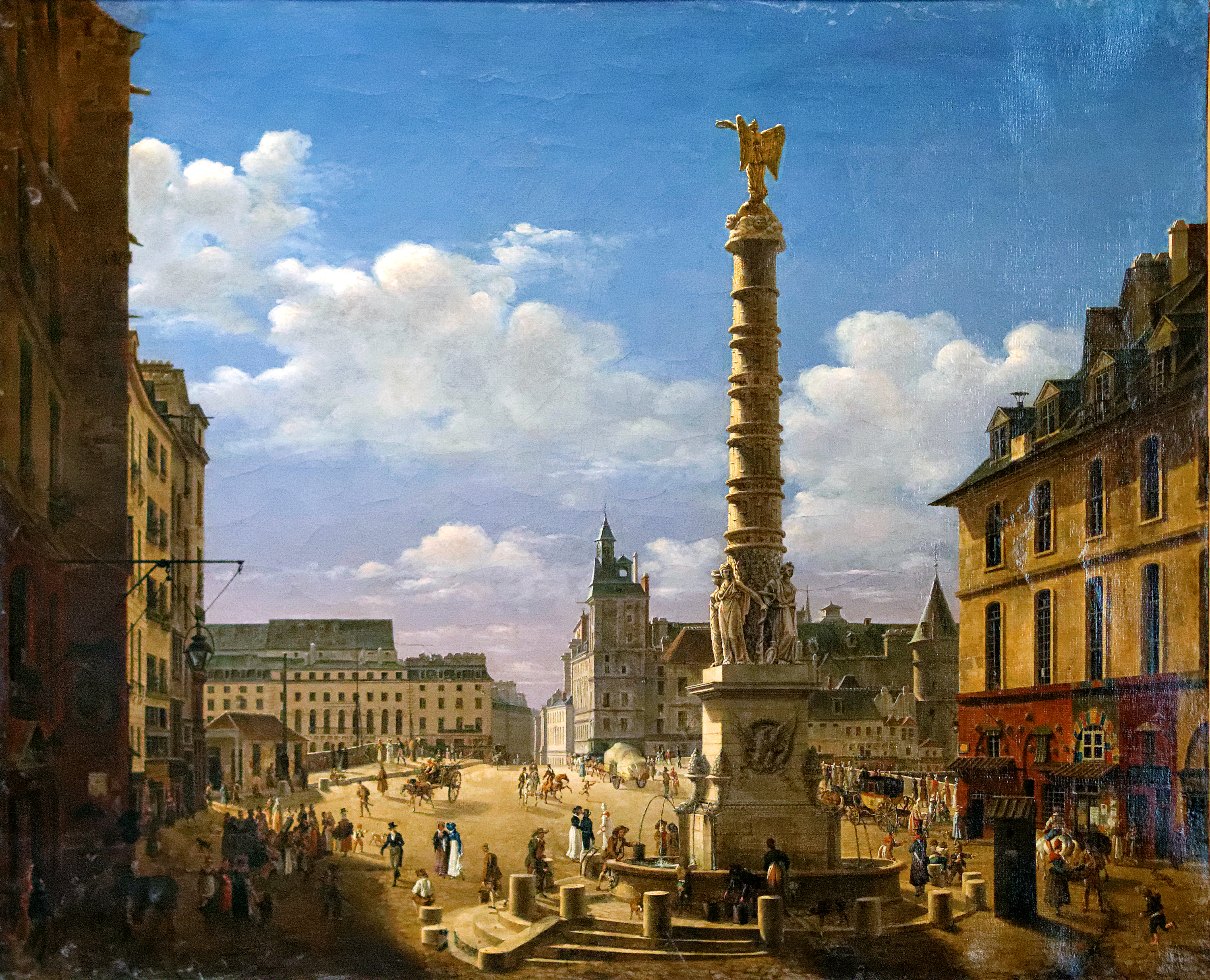
Place du Châtelet, Parigi, Museo Carnavalet.
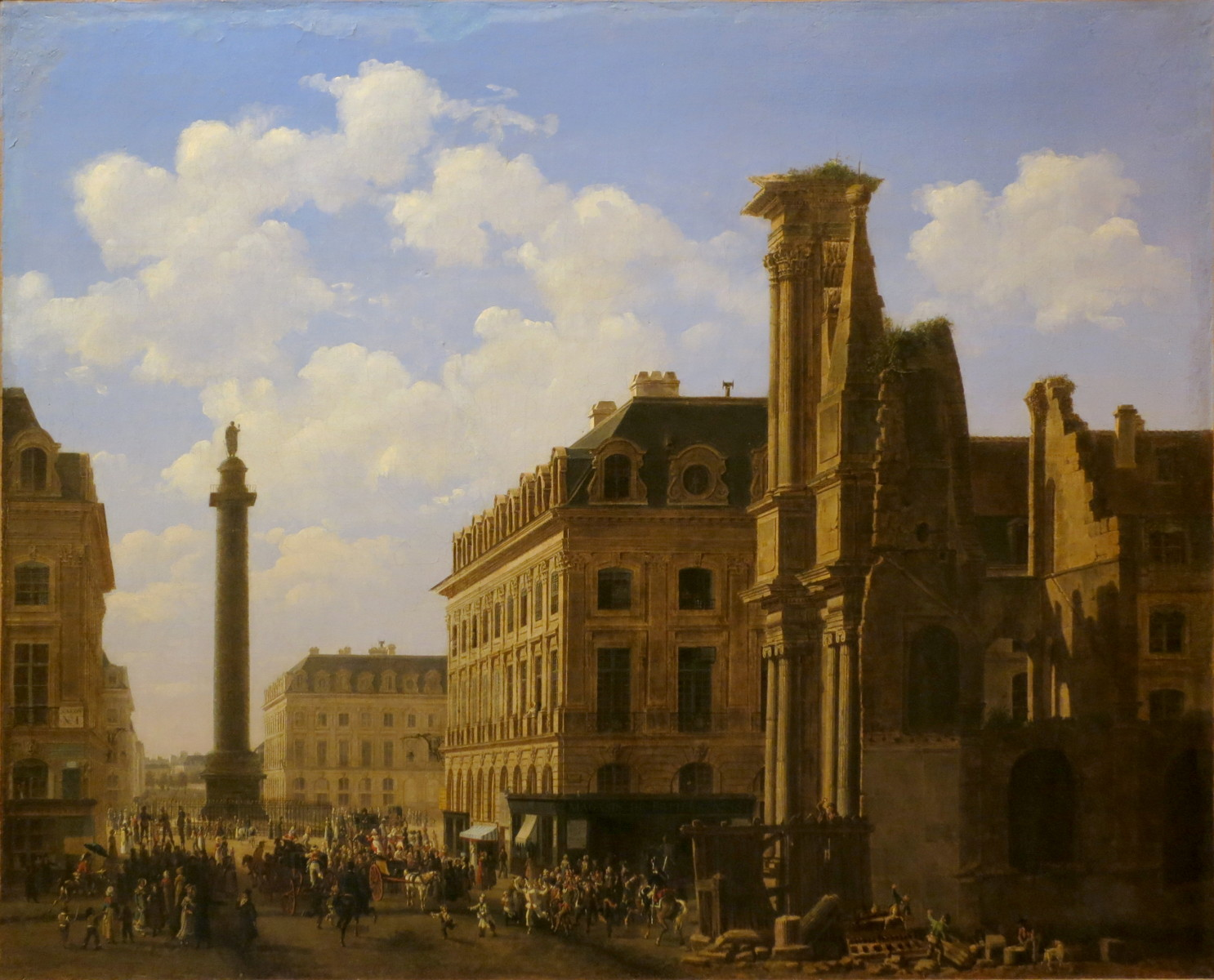
Place Vendôme e rue de Castiglione con le rovine della chiesa dei Feuillants (1808), Parigi, museo Carnavalet.
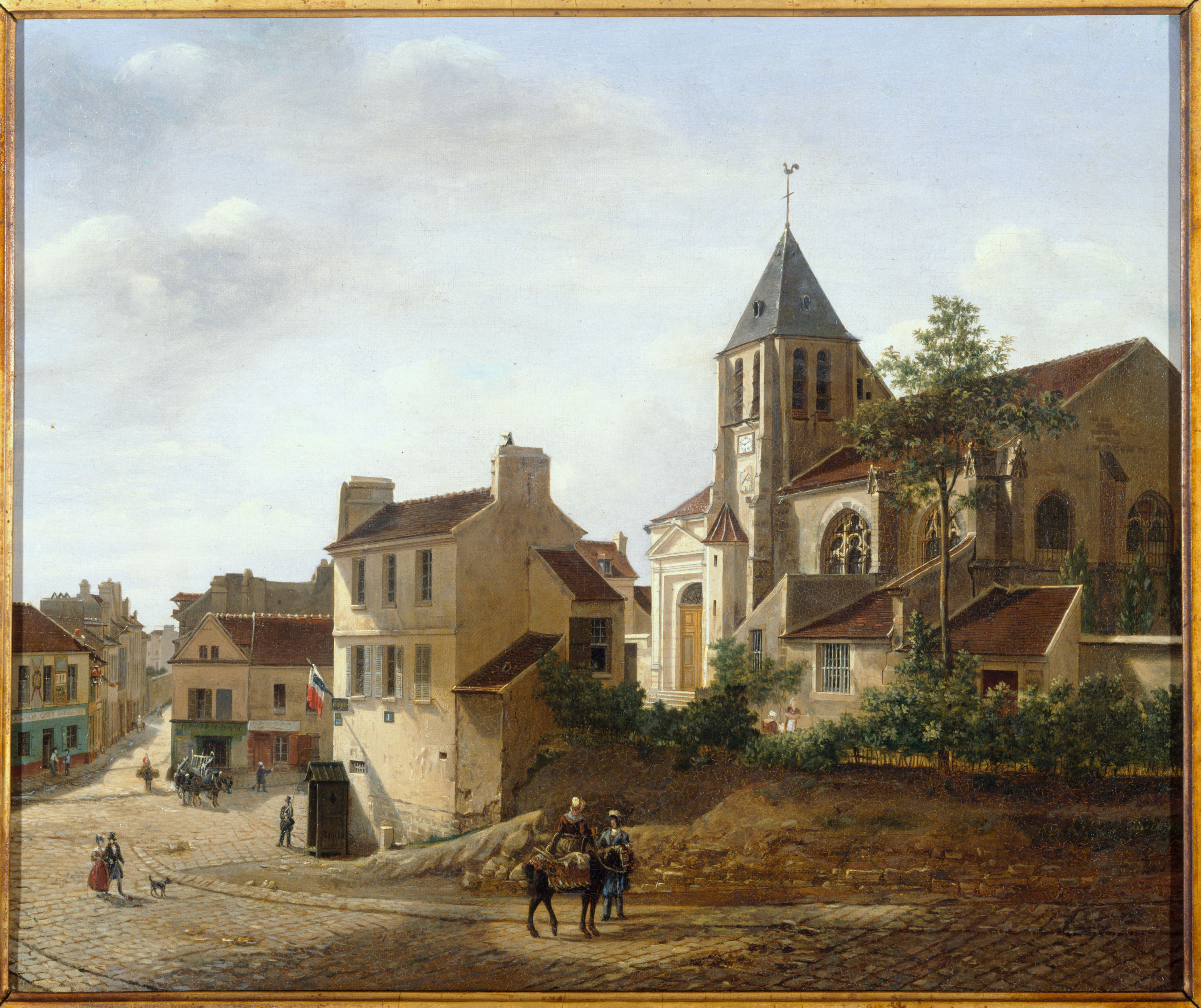
Saint-Germain de Charonne (1830 circa), Parigi, museo Carnavalet.
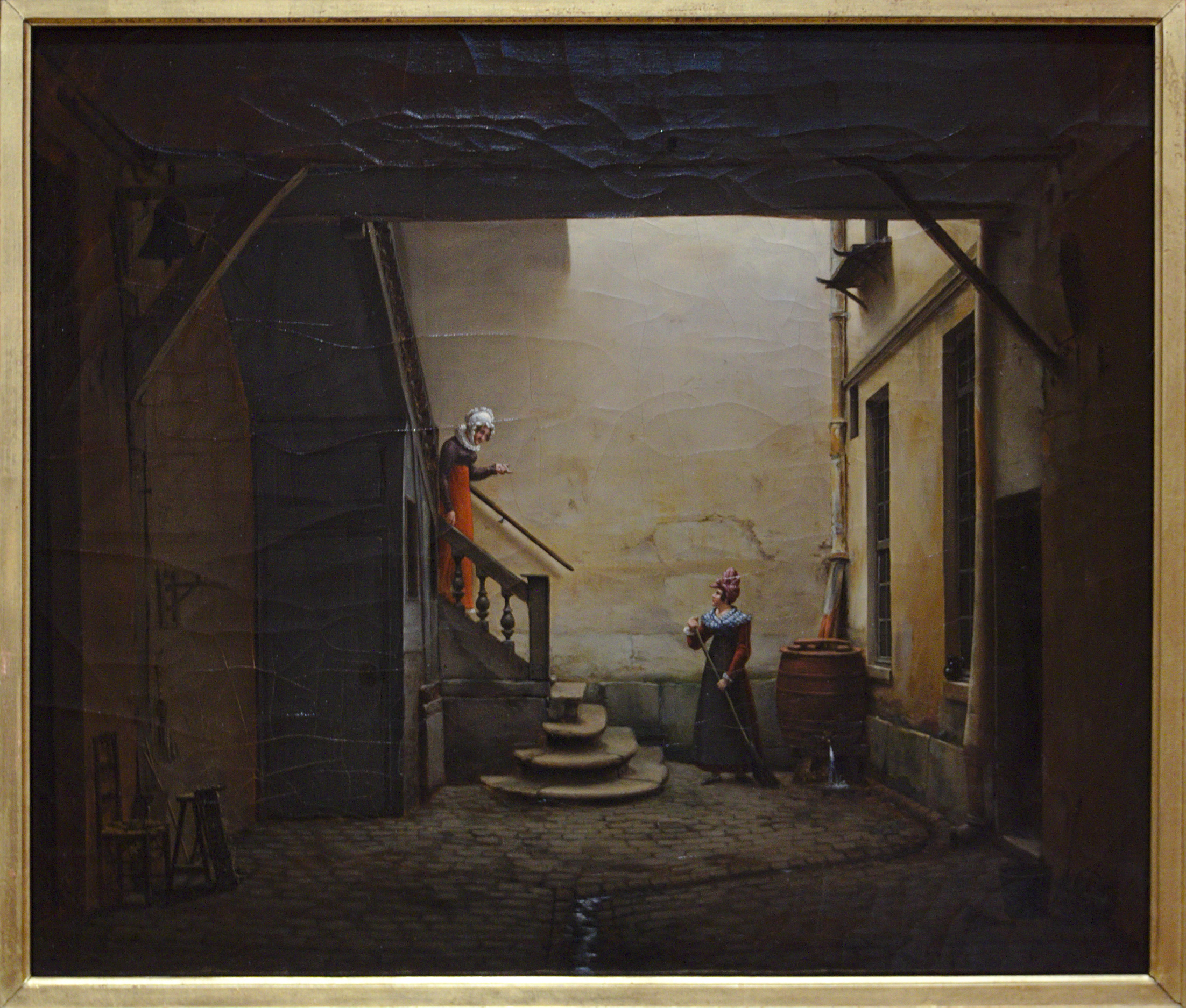
Veduta interna di un cortile parigino (1819), Museo di belle arti di Besançon.
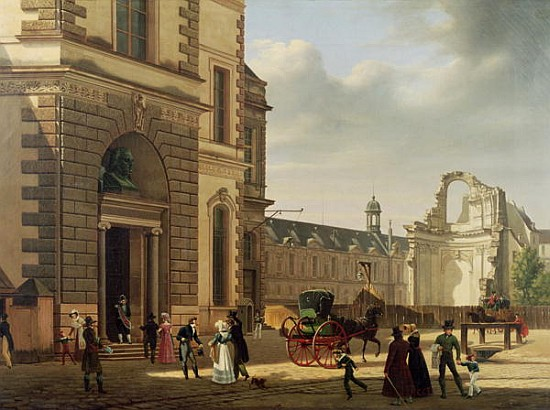
L'ingresso del museo del Louvre e le rovine dell'abside dell'Église Saint-Louis-du-Louvre (1822), Parigi, museo Carnavalet.

## Allievi
- Alexandre-Gabriel Decamps (1803-1860), dal 1816.